# 佐世保海軍工廠

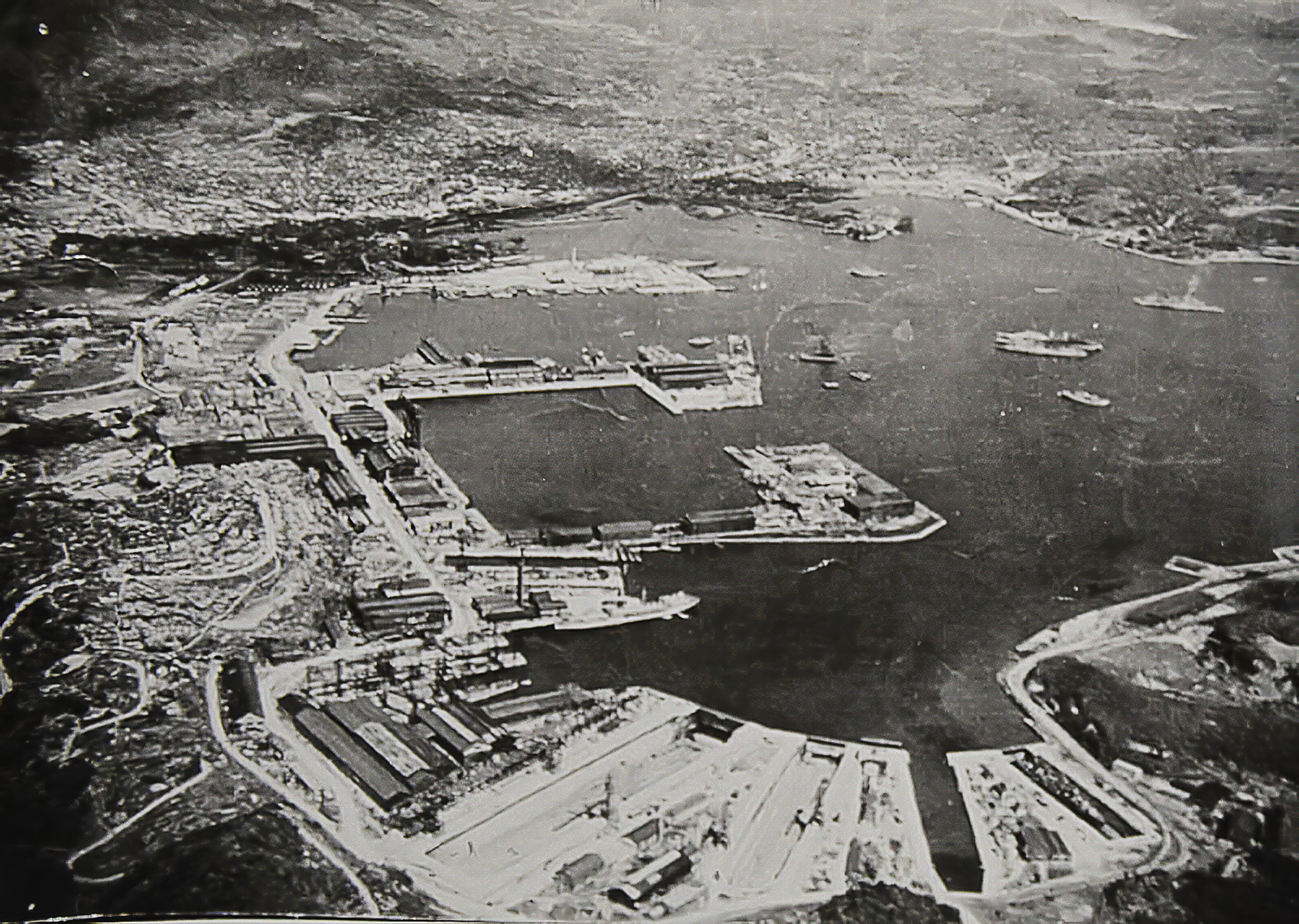
佐世保海軍工廠の全景（1920～1930年頃）

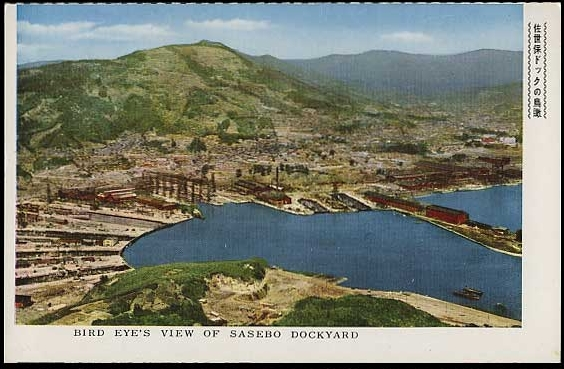
1930年代の佐世保海軍工廠

佐世保海軍工廠（させぼかいぐんこうしょう）は、長崎県佐世保市にあった日本の海軍工廠。現在は佐世保重工業佐世保造船所、一部はアメリカ海軍の施設（通称佐世保ベース）になっている。

## 概要

### 戦前
中国大陸に近い地にある佐世保を軍港として整備することに決定したのは1886年（明治19年）。呉の決定と同じ年だった。その3年後には鎮守府を開設。同年「佐世保造船部」を設置。その後「造船部」は組織改編して佐世保海軍工廠となった。
大正期には現在でも使われている250トンクレーンや大係船池が完成、1941年（昭和16年）には大和型戦艦の入渠整備が出来る第7ドックが完成した。しかし、ここに大和型戦艦が入渠したのは武蔵が1回のみで、戦後、巨大タンカーの建造などに活用されることとなった。敗戦までにドック7基（ただし第2ドックは係船池建設のため撤去）、船台3基を建設した。
佐世保工廠は主に艦艇の修理や補給基地として発展した。建造では軽巡洋艦が多く作られ、主導的役割を果たした。他は駆逐艦以下の小艦艇、補助艦艇（例えば工作艦「明石」など）の建造が中心だった。また空母「赤城」、「加賀」の近代化改装工事を受け持つなど、艤装工事や改装工事を多く手がけたのも特徴である。溶接技術のエキスパートだった福田烈技術中将は、退役間近の水雷艇「蒼鷹」と「雁」が追突損傷したことを契機に、海軍初の電気溶接修理を佐世保工廠で試みている。
また、舞鶴海軍工廠がワシントン軍縮条約のために工作部へと縮小された時期、各種駆逐艦のプロトタイプを多数建造している。
なお、横須賀に続いて佐世保に海軍航空隊が設置されたため、航空機修理のための航空機部が増設されている。太平洋戦争開戦を前に、航空機部を拡張するために日宇に「第21空廠」を建設したが、地盤沈下が激しく、操業できる状態ではなかったため、急遽大村市に移転した。

### 戦後
工廠設備の2/3を「佐世保船舶工業（SSK）」が借り受け再出発。のちに敷地と施設は払い下げられた。残りは海上自衛隊とアメリカ海軍が管轄。「佐世保船舶工業」は現在「佐世保重工業」に社名変更、民間船舶の建造、修理の他、自衛艦の建造、保守修理やアメリカ海軍艦艇の保守修理なども行っている。

## 沿革
- 1886年（明治19年） - 佐世保に鎮守府設置を決定。
- 1889年（明治22年） - 佐世保鎮守府設置、同じくして「佐世保造船部」設置。
- 1897年（明治30年） - 「佐世保造船廠」となる。
- 1903年（明治36年） - 「佐世保海軍工廠」となる。
- 1913年（大正2年） - 250トンクレーン完成。
- 1916年（大正5年） - 大係船池完成。
- 1941年（昭和16年） - 第7ドック完成（大和型戦艦の保守修理のため建造）。

戦後
- 1946年（昭和21年） - 「佐世保船舶工業株式会社」設立。旧海軍工廠の敷地と施設を借りて操業する。
- 1961年（昭和36年） - 「佐世保重工業株式会社」に社名変更。
- 1961年（昭和36年） - 敷地と施設の払い下げを受ける。
- 1968年（昭和43年） - 第3ドックの払い下げを受ける。

## 工廠長
- 上村正之丞 少将：1903年11月10日 - 1905年5月10日
- 向山慎吉 少将：1905年5月10日 - 1908年8月28日
- 藤井較一 少将：1908年8月28日 - 1909年12月1日
- 黒井悌次郎 少将：1909年12月1日 - 1912年4月20日
- 加藤定吉 少将：1912年4月20日 - 12月1日
- 土山哲三 少将：1912年12月1日 - 1913年12月1日
- 伊藤乙次郎 少将：1913年12月1日 - 1915年12月13日
- 田中盛秀 少将：1915年12月13日 - 1916年12月1日
- 山口九十郎 少将：1916年12月1日 - 1917年12月1日
- 岡田啓介 中将：1917年12月1日 - 1918年9月4日
- 木村剛 少将：1918年9月4日 - 1921年9月1日
- 河田勝治 少将：1921年9月1日 - 1922年12月1日
- 岡崎貞伍 機関少将：1922年12月1日 - 1924年7月25日
- 池田岩三郎 機関少将：1924年7月25日 - 1925年8月1日
- 村越八郎 少将：1925年8月1日 - 1926年12月1日
- 河合俊太郎 少将：1926年12月1日 - 1927年12月1日
- 谷口美貞 少将：1927年12月1日 - 1929年11月30日
- 吉岡保貞 少将：1929年11月30日 - 1931年12月1日
- 黒田琢磨 少将：1931年12月1日 - 1932年11月15日
- 山本幹之助 造船少将：1932年11月15日 - 1934年4月5日
- 氏家長明 少将：1934年4月5日 - 1935年11月15日
- 菊野茂 少将：1935年11月15日 - 1937年12月1日
- 砂川兼雄 少将：1937年12月1日 - 1939年11月15日
- 原清 少将：1939年11月15日 - 1941年10月15日
- 松浦永次郎 中将：1941年10月15日 - 1943年11月1日
- 相馬六郎 中将：1943年11月1日 - 1945年11月1日

## 建造された主な艦艇
佐世保工廠では、戦艦・航空母艦・重巡洋艦の新造はなく、改造・艤装のみにとどまる。
- 巡洋艦
  - 利根(I)　1910年、佐世保工廠が初めて建造した軍艦。
  - 筑摩型　3隻中1隻（筑摩(I)）
  - 天龍型　2隻中1隻（龍田(II)）
  - 球磨型　5隻中2隻（球磨・北上）
  - 長良型　6隻中2隻（長良・由良）
  - 夕張
  - 阿賀野型　4隻中3隻（阿賀野・矢矧(II)・酒匂）　商船改造敷設艦箕面を例外として、酒匂は最後に建造された軍艦となった。
- 潜水母艦
  - 駒橋　当初は雑役船として建造された。
- 砲艦
  - 嵯峨
  - 鳥羽　河川砲艦のため、竣工直後に浮きドックに搭載して中国大陸に渡り、一度も帰国しなかった。
- 水雷艇・駆逐艦
  - 第22号型水雷艇　19艇中7艇（第31号・第32号・第33号・第34号・第47号・第48号・第49号）　シーシャウ社製部品の組立を担当。佐世保工廠初の建造艦艇。
  - 第39号型水雷艇　10艇中5艇（第62号・第63号・第64号・第65号・第66号）　ヤーロー社製部品の組立を担当。
  - 第67号型水雷艇　9艇中3艇（第69号・第70号・第71号）　佐世保工廠初の一貫工程建造艦艇。
  - 初代神風型　32隻中4隻（夕暮(I)・夕立(I)・三日月(I)・野分(I)）
  - 樺型　10隻中1隻（榊(I)）
  - フランス海軍アラブ級　12隻中2隻（オーヴァ（Hova）・カビル（Kabyle））
  - 桃型　4隻中2隻（桃(I)・柳(I)）
  - 楢型　6隻中2隻（槇(I)・欅(I)）
  - 二代神風型　9隻中1隻（第17号→夕凪(II)）
  - 睦月型　12隻中2隻（第19号→睦月・第32号→三日月(II)　「三日月」は初代・二代とも佐世保建造となった。
  - 吹雪型　24隻中5隻（第40号→東雲(II)・浦波(II)・朝霧(II)・朧(II)・暁(III)）
  - 初春型　6隻中2隻（初春(II)・若葉(II)）
  - 白露型　10隻中2隻（白露(II)・夕立(II)）　「夕立」も初代・二代とも佐世保建造となった。
  - 朝潮型　10隻中2隻（朝潮(II)・夏雲）
  - 陽炎型　19隻中2隻（雪風・磯風(II)）
  - 秋月型　12隻中2隻（春月・夏月）
- 潜水艦
  - 海中3型　10隻中2隻（第42→ロ24・第43→ロ25）　第43は1924年に龍田と衝突沈没し、再就役したもの。
  - 海中4型　3隻中2隻（第45→ロ26・第62→ロ28）
  - 海大3型A　4隻中1隻（第77→イ54(I)→イ154）
  - 海大3型B　5隻中2隻（イ60・イ63）　1942年の+100を待たず、イ63は衝突事故、イ60は早期戦没で喪失した。
  - 海大5型　3隻中1隻（イ66→イ166）
  - 海大6型A　6隻中1隻（イ70）　1941年12月10日、太平洋戦争で最初に戦没したため、+100されていない。
  - 海大6型B　3隻中1隻（イ74→イ174）
  - 乙型　20隻中5隻（イ27・イ32・イ34・イ38・イ39）
  - 乙型改　9隻中2隻（イ43・イ45）
  - 丙型　8隻中5隻（イ18・イ24(II)・イ46・イ47・イ48）
  - 特型　3隻中2隻（イ401・イ402）
  - 中型　18隻中2隻（ロ37・ロ42）
  - 潜高小型　11隻全艦（ハ201・ハ202・ハ203・ハ204・ハ205・ハ207・ハ208・ハ209・ハ210・ハ216）　ハ216は播磨造船建造の第160号海防艦とともに、1945年8月16日竣工の「日本海軍最後の艦艇」となっている。
- その他の艦艇
  - 占守型海防艦　4隻中1隻（八丈）
  - 鵜来型海防艦　20隻中4隻（宇久・久賀・志賀・伊王）
  - 第一号型掃海艇　4艇中1艇（第4号）
  - 神島型敷設艇　2艇全艇（神島・粟島）
  - 第百一号型輸送艦　3隻（第133号・第140号・第141号）
- 工作艦
  - 明石

## 修繕された主な艦艇
- 三笠　1905年（明治38年）9月11日に佐世保港内で爆沈した。翌年8月に浮揚し、1908年（明治41年）4月に修理を完了した。
- 肥前　旅順港に着底していたロシア戦艦レトヴィサンを回航し、日本仕様の艦体の改装・兵装の換装を実施した。
- 能登呂　1924年（大正13年）、給油艦機能を維持したまま、水上機母艦機能の増設を実施した。
- 第四十三潜水艦　1924年（大正13年）に龍田に衝突し沈没、全員殉職。浮揚後の復旧作業を実施した。
- 出雲　1932年（昭和7年）に勃発した第一次上海事変のために艦隊旗艦設備を溶接で増設。2週間の予定を3日で完工した。
- 由良　1932年（昭和7年）、同型艦鬼怒の試験を経て、長良型として初めて呉式カタパルトを制式採用する工事を実施した。
- 友鶴　1934年（昭和9年）に発生した転覆事故に際し、乗員救出作業から復旧・復元性改善まで一貫して担当した。
- 安宅　1934年（昭和9年）に帰国した際、復元性改善のためのバラスト追加、重油専焼缶への換装、船体延長を実施した。
- 加賀　1934年（昭和9年）より1年かけて全通式空母に改装。煙路の変更や居住区の改善などを同時に実施した。
- 赤城　1938年（昭和13年）より三段甲板を廃止し、加賀に準じた全通式空母に改装した。
- 大鷹　1941年（昭和16年）5月より8月にかけて、長崎造船所で建造途中の春日丸を航空母艦に改造した。
- 北上　1941年（昭和16年）8月より9月にかけて、魚雷発射管の換装・増設を実施し「重雷装艦」に改装した。
- 最上　1942年（昭和17年）末より翌年春まで、三隈追突の復旧を兼ねて後部甲板の拡張で「航空巡洋艦」化を実施した。
- 千歳　1943年（昭和18年）1月より8月の間に水上機母艦より航空母艦に改造。
- 北上　1944年（昭和19年）8月より半年間で「回天母艦」へ改装され、クレーンの増設や艦尾スロープへの変更が実施された。